# Nanpara
Nanpara é uma cidade  no distrito de Bahraich, no estado indiano de Uttar Pradesh.

## Geografia
Nanpara está localizada a 27° 52′ N, 81° 30′ L. Tem uma altitude média de 132 metros (433 pés).

## Demografia
Segundo o censo de 2001, Nanpara tinha uma população de 42,771 habitantes. Os indivíduos do sexo masculino constituem 53% da população e os do sexo feminino 47%. Nanpara tem uma taxa de literacia de 50%, inferior à média nacional de 59.5%: a literacia no sexo masculino é de 54% e no sexo feminino é de 45%. Em Nanpara, 18% da população está abaixo dos 6 anos de idade.